# Robert van Zuylen van Nijevelt

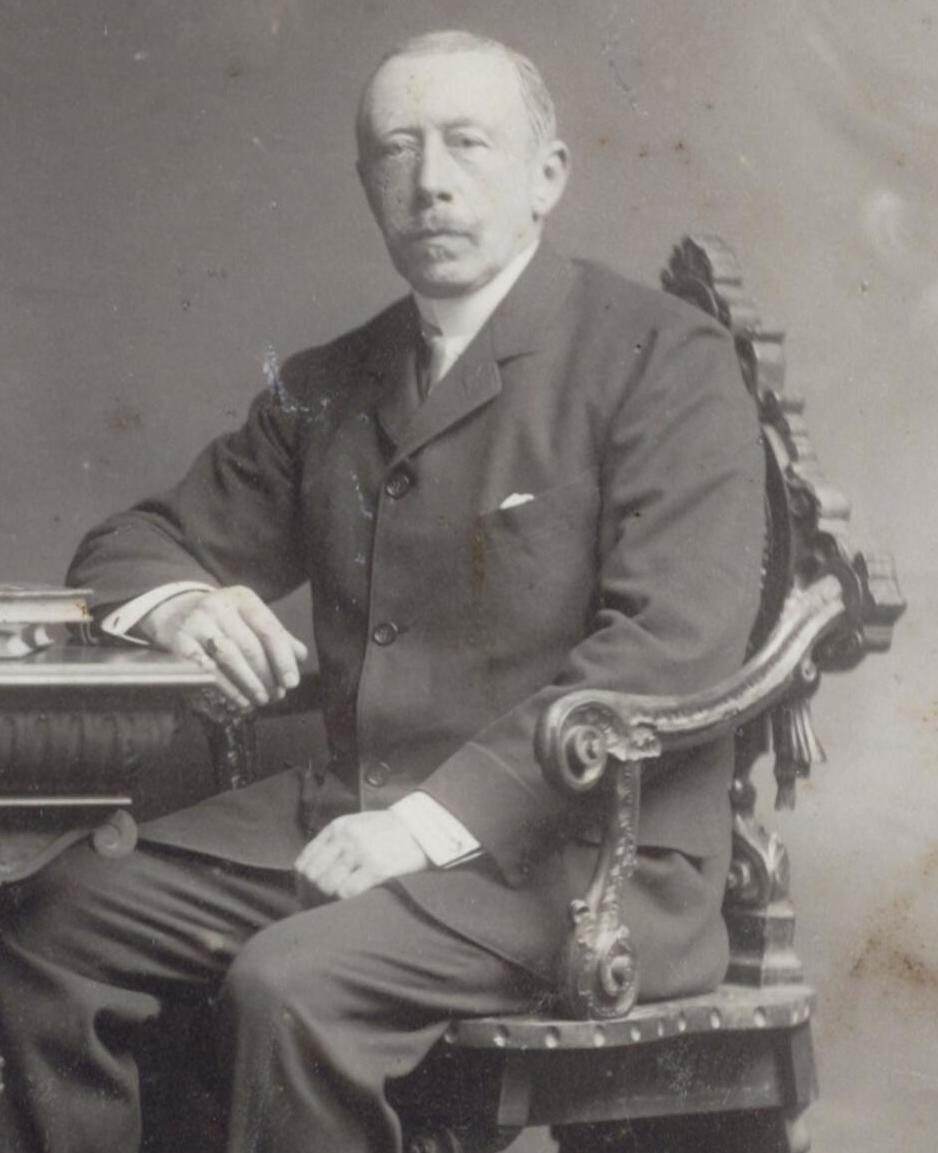
Mr. R. baron van Zuylen van Nijevelt (ca. 1910)

Robert baron van Zuylen van Nijevelt (Pera (Beyoğlu), 24 mei 1859 – Wassenaar, 7 februari 1911) was een Nederlands burgemeester.

## Biografie
Van Zuylen was lid van de familie Van Zuylen van Nijevelt en een zoon van de latere premier mr. Julius Philip Adriaan graaf van Zuylen van Nijevelt (1819-1894) en de Schotse Catherine Harriet Nixon (1815/1816-1888). Hij promoveerde te Utrecht in 1883 in de rechten op het proefschrift De vrede van Carlowitz. Daarna werkte hij eerst bij zijn vader op het gezantschap te Wenen, dan als advocaat en procureur bij de Hoge Raad der Nederlanden, alvorens in dienst te treden van het ministerie van Financiën (1884-1886) en het Kabinet des Konings (1887-1895). Vanaf dat laatstgenoemde jaar werd hij burgemeester, tevens secretaris van Wassenaar, een ambt dat hij tot zijn overlijden zou vervullen. In die functie heeft hij vooral veel betekend voor de ontsluiting van en het wegen- en fietspadennet in de gemeente.
Van Zuylen had verschillende nevenfuncties: lid van het bestuur van de Nederlandsch evangelisch-protestantsche Vereeniging (1896-1900) en commissaris van het Koninklijk Zoölogisch-Botanisch Genootschap (1894-1895). Vanaf 1898 vervulde hij ook functies aan het hof: kamerjonker (1898-1900), jagermeester in Zuid-Holland (1899-†) en kamerheer i.b.d. van koningin Wilhelmina (1899-†). Het jagermeesterschap hield verband met de aankoop van terreinen op het grondgebied van Wassenaar door de koningin waarop zij het Jachtdepartement in Zuid-Holland instelde. In 1895 werd hij benoemd tot Ridder in de Orde van de Nederlandse Leeuw.
Van Zuylen trouwde in 1887 met jkvr. Anna Maria Margaretha van Lennep (1863-1929), lid van de familie Van Lennep, met wie hij vijf kinderen kreeg, onder wie de kamerheer-ceremoniemeester Philip Jules graaf van Zuylen van Nijevelt (1898-1940). Aangezien hij overleed voor zijn oudere, ongehuwde broer Philip Julius Henry graaf van Zuylen van Nijevelt, heer van Hindersteyn (1853-1913) werd hij geen graaf; die titel ging na 1913 over op zijn genoemde zoon. Een van zijn dochters trouwde met de burgemeester van Ommen, Cornelis Edzard Warmold Nering Bögel (1887-1964).